# 툼레이더: 엔젤 오브 다크니스
툼레이더: 엔젤 오브 다크니스(Tomb Raider: The Angel of Darkness)는 툼 레이더 시리즈 중 6번째 게임인 액션 어드벤처 게임으로, 툼 레이더 크로니클즈와 툼레이더: 마지막 계시록의 뒤를 잇는 작품이다. 코어 디자인이 개발하고 아이도스 인터랙티브가 배급하였다. 2003년 마이크로소프트 윈도우, 플레이스테이션 2, 맥 OS X용으로 출시되었으며 플레이스테이션 2 게임기용으로 출시된 최초의 툼 레이더 타이틀이기도 하다.
이 게임의 개발은 출시하기 3년 전에 시작되었다. 의도는 시리즈의 이전작과 다른 게임을 만드는 것이었는데, 새 액션 게임들과의 더 나은 경쟁성을 확보하고 6세대 게이밍 플랫폼의 잠재성을 충분히 활용하는 것이었다. 그러나 개발은 어려움에 직면하여 두 번이나 지연되는 사태가 벌어졌다.

## 사운드트랙
| #  | 제목                                                | 재생 시간 |
| -- | --------------------------------------------------- | --------- |
| 1. | 〈Paris 1 - The Accused〉                           | 2:51      |
| 2. | 〈Prague - The Unseen Attacks〉                     | 2:26      |
| 3. | 〈Tomb Raider: The Angel Of Darkness〉 (Main Theme) | 3:08      |
| 4. | 〈Paris 2 - Shadow Of The Monstrum〉                | 1:34      |
| 5. | 〈By Moonlight〉                                    | 3:00      |
| 6. | 〈Dance Of The Lux Veratatis〉                      | 1:37      |
| 7. | 〈Paris 3 - The Duel〉                              | 1:48      |
| 8. | 〈Boaz - Cabal Attack〉                             | 2:21      |

## 평가
| 평론 점수 평론사 점수 PC PS2 유로게이머 N/A 4/10 [ 1 ] 게임 인포머 N/A 5.5/10 [ 2 ] 게임 레볼루션 N/A C- [ 3 ] 게임스팟 6.1/10 [ 4 ] 6.5/10 [ 5 ] 게임스레이더+ N/A 78% [ 6 ] IGN 5.3/10 [ 7 ] 5.3/10 [ 8 ] 통합 점수 메타크리틱 49/100 [ 9 ] 52/100 [ 10 ] |        |        |
| 평론 점수 |        |        |
| 평론사 | 점수   | 점수   |
| 평론사 | PC     | PS2    |
| 유로게이머 | N/A    | 4/10   |
| 게임 인포머 | N/A    | 5.5/10 |
| 게임 레볼루션 | N/A    | C-     |
| 게임스팟 | 6.1/10 | 6.5/10 |
| 게임스레이더+ | N/A    | 78%    |
| IGN | 5.3/10 | 5.3/10 |
| 통합 점수 |        |        |
| 메타크리틱 | 49/100 | 52/100 |